# Mistrovství světa v alpském lyžování 2019 – sjezd mužů
Superobří slalom mužů na Mistrovství světa v alpském lyžování 2019 se konal v sobotu 9. února 2019 jako druhý mužský závod světového šampionátu v lyžařském středisku Åre. Pro mlhu a špatnou viditelnost byl start závodu o hodinu odložen a zahájen ve 13.30 hodin místního času. V důsledku hustého sněžení a pokračujících nepříznivých podmínek došlo ke snížení startovní brány o 234 m na úroveň závodu v Super-G. Celková délka tratě byla zkrácena o 950 metrů na 2,172 km. Do závodu nastoupilo 58 sjezdařů z 25 států.
Obhájcem zlata v „královské disciplíně“ byl švýcarský lyžař Beat Feuz, jenž skončil na čtvrtém místě se ztrátou jedenácti setin sekundy na třetího Kriechmayra.

## Medailisté
Mistrem světa se stal 33letý Nor Kjetil Jansrud, který poprvé vyhrál světový šampionát a celkově získal třetí medaili z této vrcholné akce. Na trati jej navíc limitovala bandáž ruky, fixující zlomeninu dvou prstů ze tři týdny starého zranění v Kitzbühelu.
S minimální ztrátou dvou setin sekundy vybojoval ve svém posledním závodu mezinárodní kariéry  stříbrný kov 36letý Nor Aksel Lund Svindal, pro nějž to byla jubilejní desátá medaile ze světových šampionátů a po dvou zlatech z Åre 2007 a Schladmingu 2013 třetí sjezdová.
Bronz si odvezl 27letý Rakušan Vincent Kriechmayr, jenž za vítězem zaostal o třicet tři setin sekundy. Sjezdařský šampion z lednového Wengenu tak dosáhl celkově na druhou medaili z mistrovství světa, když na druhé příčce již dojel v Super-G o tři dny dříve.

## Výsledky
| P                                         | SČ | lyžař                        | stát                   | čas                  | ztráta               |
| ----------------------------------------- | -- | ---------------------------- | ---------------------- | -------------------- | -------------------- |
| Zlatá medaile                             | 6  | Kjetil Jansrud               | Norsko                 | 1:19,98              |                      |
| Stříbrná medaile                          | 9  | Aksel Lund Svindal           | Norsko                 | 1:20,00              | +0,02                |
| Bronzová medaile                          | 17 | Vincent Kriechmayr           | Rakousko               | 1:20,31              | +0,33                |
| 4.                                        | 15 | Beat Feuz                    | Švýcarsko              | 1:20,42              | +0,44                |
| 5.                                        | 5  | Matthias Mayer               | Rakousko               | 1:20,63              | +0,65                |
| 6.                                        | 13 | Dominik Paris                | Itálie                 | 1:20,72              | +0,74                |
| 7.                                        | 4  | Benjamin Thomsen             | Kanada                 | 1:20,73              | +0,75                |
| 8.                                        | 7  | Aleksander Aamodt Kilde      | Norsko                 | 1:20,80              | +0,82                |
| 9.                                        | 11 | Bryce Bennett                | Spojené státy americké | 1:20,81              | +0,83                |
| 9.                                        | 3  | Mauro Caviezel               | Švýcarsko              | 1:20,81              | +0,83                |
| 11.                                       | 19 | Christof Innerhofer          | Itálie                 | 1:20,97              | +0,99                |
| 12.                                       | 35 | Ryan Cochran-Siegle          | Spojené státy americké | 1:21,00              | +1,02                |
| 13.                                       | 23 | Matteo Marsaglia             | Itálie                 | 1:21,15              | +1,17                |
| 14.                                       | 30 | Adrian Smiseth Sejersted     | Norsko                 | 1:21,18              | +1,20                |
| 15.                                       | 2  | Adrien Théaux                | Francie                | 1:21,23              | +1,25                |
| 16.                                       | 32 | Felix Monsén                 | Švédsko                | 1:21,25              | +1,27                |
| 17.                                       | 28 | Mattia Casse                 | Itálie                 | 1:21,35              | +1,37                |
| 17.                                       | 14 | Johan Clarey                 | Francie                | 1:21,35              | +1,37                |
| 19.                                       | 12 | Brice Roger                  | Francie                | 1:21,38              | +1,40                |
| 20.                                       | 36 | Boštjan Kline                | Slovinsko              | 1:21,45              | +1,45                |
| 21.                                       | 24 | Niels Hintermann             | Švýcarsko              | 1:21,45              | +1,47                |
| 22.                                       | 39 | Christoffer Faarup           | Dánsko                 | 1:21,47              | +1,49                |
| 23.                                       | 20 | Steven Nyman                 | Spojené státy americké | 1:21,55              | +1,57                |
| 24.                                       | 40 | Henrik von Appen             | Chile                  | 1:21,56              | +1,58                |
| 25.                                       | 29 | Dominik Schwaiger            | Německo                | 1:21,57              | +1,59                |
| 26.                                       | 27 | Travis Ganong                | Spojené státy americké | 1:21,63              | +1,65                |
| 27.                                       | 33 | Miha Hrobat                  | Slovinsko              | 1:21,70              | +1,82                |
| 28.                                       | 10 | Josef Ferstl                 | Německo                | 1:21,83              | +1,85                |
| 29.                                       | 1  | Hannes Reichelt              | Rakousko               | 1:21,87              | +1,89                |
| 30.                                       | 22 | Maxence Muzaton              | Francie                | 1:21,90              | +1,92                |
| 31.                                       | 18 | Otmar Striedinger            | Rakousko               | 1:21,92              | +1,94                |
| 32.                                       | 25 | Manuel Schmid                | Německo                | 1:21,95              | +1,97                |
| 33.                                       | 26 | Brodie Seger                 | Kanada                 | 1:22,03              | +2,05                |
| 34.                                       | 41 | Olle Sundin                  | Švédsko                | 1:22,30              | +2,32                |
| 35.                                       | 8  | Carlo Janka                  | Švýcarsko              | 1:22,38              | +2,40                |
| 36.                                       | 16 | Gilles Roulin                | Švýcarsko              | 1:22,39              | +2,41                |
| 37.                                       | 56 | Linus Straßer                | Německo                | 1:22,45              | +2,47                |
| 38.                                       | 31 | Marko Vukićević              | Srbsko                 | 1:22,46              | +2,48                |
| 39.                                       | 38 | Andreas Romar                | Finsko                 | 1:22,48              | +2,50                |
| 40.                                       | 45 | Adur Etxezarreta             | Španělsko              | 1:22,54              | +2,56                |
| 41.                                       | 42 | Jack Gower                   | Spojené království     | 1:22,59              | +2,61                |
| 41.                                       | 34 | Jeffrey Read                 | Kanada                 | 1:22,59              | +2,61                |
| 43.                                       | 21 | Klemen Kosi                  | Slovinsko              | 1:22,90              | +2,92                |
| 44.                                       | 43 | Marc Oliveras                | Andorra                | 1:23,14              | +3,16                |
| 45.                                       | 49 | Filip Platter                | Švédsko                | 1:23,24              | +3,26                |
| 46.                                       | 37 | Alexander Köll               | Švédsko                | 1:23,29              | +3,31                |
| 47.                                       | 50 | Jan Zabystřan                | Česko                  | 1:23,33              | +3,35                |
| 48.                                       | 53 | Tomáš Klinský                | Česko                  | 1:23,72              | +3,74                |
| 49.                                       | 58 | Jurij Daniločkin             | Bělorusko              | 1:23,90              | +3,92                |
| 50.                                       | 46 | Ondřej Berndt                | Česko                  | 1:24,06              | +4,08                |
| 51.                                       | 47 | Martin Bendík                | Slovensko              | 1:24,12              | +4,14                |
| 52.                                       | 61 | Simon Breitfuss Kammerlander | Bolívie                | 1:24,30              | +4,32                |
| 53.                                       | 54 | Sven von Appen               | Chile                  | 1:24,93              | +4,95                |
| 54.                                       | 57 | Ivan Kovbasňuk               | Ukrajina               | 1:25,81              | +5,83                |
| 55.                                       | 60 | Albin Tahiri                 | Kosovo                 | 1:25,84              | +5,86                |
| 56.                                       | 59 | Elvis Opmanis                | Lotyšsko               | 1:26,64              | +6,66                |
| 57.                                       | 55 | Ioan Valeriu Achiriloaie     | Rumunsko               | 1:27,00              | +7,02                |
| —                                         | 52 | Matej Prieložný              | Slovensko              | nedojel do cíle      | nedojel do cíle      |
| —                                         | 44 | Natko Zrnčić-Dim             | Chorvatsko             | nenastoupil na start | nenastoupil na start |
| —                                         | 48 | Filip Zubčić                 | Chorvatsko             | nenastoupil na start | nenastoupil na start |
| —                                         | 51 | Štefan Hadalin               | Slovinsko              | nenastoupil na start | nenastoupil na start |
| Závod odstartoval ve 13.30 hodin (UTC+1). |    |                              |                        |                      |                      |